# Ольденбургский, Николай Петрович
Принц Николай Петрович (Николай-Фридрих-Август) Ольденбургский (27 апреля (9 мая) 1840, Санкт-Петербург — 8 (20) января 1886, Женева) — Его Высочество, российский генерал-лейтенант (13.05.1883), член Императорского Дома.

## Биография
Принц Николай-Фридрих-Август (Николай Петрович) родился 27 апреля (9 мая) 1840 и был вторым ребёнком и старшим сыном в семье принца Петра Георгиевича Ольденбургского и Терезии-Вильгельмины Нассауской. Внук великой княгини Екатерины Павловны. При рождении крещён в евангелическую веру, но при дворе его звали в русской традиции: по имени и отчеству.
Получил домашнее образование, готовился к военной службе. С рождения зачислен прапорщиком лейб-гвардии Преображенского полка. В «Военной энциклопедии Сытина» принц описан как «отважный ездок и знаток лошади».
25 января 1856 года начал действительную службу в чине поручика в лейб-гвардии конно-пионерском эскадроне. В августе 1861 года уже в чине полковника назначен его командиром.
22 июня 1863 года уволен «по болезни» (на самом деле, принц Ольденбургский заключил морганатический брак, вызвавший недовольство императора). Через три года, благодаря заступничеству великого князя Николая Николаевича, женатого на его сестре Александре, Николаю Петровичу было разрешено вернуться на военную службу. Назначен полковником в 5-й гусарский Александрийский полк. С 11 февраля 1867 года командир 1-го дивизиона этого полка. С 11 февраля 1868 года — командир 13-го уланского Владимирского полка. В 1872 году был произведен в генерал-майоры, а в 1883 — генерал-лейтенанты.
Помогал своему отцу в благотворительной деятельности. 19 мая 1876 году назначен почетным опекуном Опекунского совета заведений Общественного Призрения. 2 ноября 1876 года стал членом Попечительского Совета заведений Общественного Призрения и попечителем Петропавловской больницы. В 1879 году был специально отправлен за границу, чтобы перенять там полезный опыт организации лечебного дела. Оказывал попечение ещё двум больницам: Мариинской и Александровской больнице для бедных. С 12 января 1878 года — член совета Павловского института.
Последние годы Николай Петрович провёл на острове Мадейра, где лечился от чахотки. Скончался 8 (20) января 1886 года в Женеве.
- Орден Святой Анны 2-й ст. (1867)[3]
- Орден Святого Владимира 4-й ст. (1870)[3]
- Орден Святой Анны 1-й ст. (1877)[4]

Иностранные:
- Ольденбургский Орден Петра-Фридриха-Людвига 1-й ст. (1840)[3]
- Вюртенбергский Орден Короны 1-й ст. (1872)[3]
- Нидерландский Орден Золотого льва Нассау 1-й ст. (1872)[3]

## Брак
29 мая 1863 года женился морганатическим браком на Марии Ильиничне Булацель (1845—1909), представительнице древнего дворянского молдавского рода, дочери генерал-майора И. В. Булацеля. Брак был отрицательно воспринят императорской семьёй. Но от великого герцога Ольденбургского 13 июля 1863 года она получила титул графини Остернбург для себя и своего потомства. Умерла в Париже от кровоизлияния мозга. В браке родилось четверо детей:
- Александра Николаевна фон Остернбург (7 июня 1864 — 23 июля 1952), с 1885 года замужем за Павлом Петровичем Веролем (1863—1931). Имела двух детей:
  - Мария Клара Верола (9 мая 1886 — 26 апреля 1943), в 1911 году вышла замуж за графа Александра Мордвинова-младшего. У них родилась одна дочь.
  - Раймонд Верола (3 мая 1888 — 23 марта 1895), умер в детстве.
- Пётр Николаевич фон Остернбург (7 мая 1866 — 6 января 1868), умер в младенчестве.
- Ольга Николаевна фон Остернбург (13 мая 1868 — 26 сентября 1869), умерла в младенчестве.
- Вера Николаевна фон Остернбург (4 июня 1871 — 5 декабря 1888)[6], умерла в Париже от чахотки, похоронена в Петербурге в Сергиевой Приморской пустыни.